# 1823 Gliese
Gliese (asteróide 1823) é um asteróide da cintura principal, a 1,9247384 UA. Possui uma excentricidade de 0,1351905 e um período orbital de 1 212,75 dias (3,32 anos).
Gliese tem uma velocidade orbital média de 19,9648988 km/s e uma inclinação de 2,89202º.
Esse asteróide foi descoberto em 4 de Setembro de 1951 por Karl Reinmuth.